# KZ Tandingan
Kristine Zhenie Lobrigas Tandingan née le 11 mars 1992, connue sous le nom de KZ , est une chanteuse et rappeuse des Philippines. Elle a acquis  une notoriété après avoir remporté la première saison de The X Factor Philippines (en) en 2012 . Cette même année, elle a remporté le prix Aliw du meilleur nouvel artiste.

## 2012
Tandingan a participé au concours de musique de télé-réalité de la télévision philippine The X Factor, une émission adaptée de la série originale britannique qui a pour but de trouver de nouveaux chanteurs talentueux aux Philippines. Tandingan y fut sélectionnée après avoir chanté une version jazzy de la chanson  "Somewhere Over the Rainbow", que Judy Garland avait interprété dans le film Le Magicien d'Oz. Lors des finales elle fut priée de chanter " Ready or Not ", du groupe de hip-hop américain The Fugees, avec laquelle ses talents de rappeuse furent démontrés. Elle parvint la grande finale du  7 octobre 2012 où elle fut déclarée gagnante.

## Vainqueur "The X Factor Philippines"
| Candidat     | Saison                                                | Musique libre       | Réfèrences |
| ------------ | ----------------------------------------------------- | ------------------- | ---------- |
| KZ Tandingan | Vainqueur de la saison 1 "The X Factor" (Philippines) | KZ Tandingan (2013) | [ 3 ]      |

## 2018
En, Kristine Zhenie Lobrigas Tandingan a paricipé à la sixième saison de Singer (émission de télévision):" Je suis un chanteur " organisé par Hunan Satellite TV . Elle a acquis une renommée internationale en rejoignant Singer 2018 , une compétition de chant populaire diffusée sur HBS . La saison a débuté le 12 janvier 2018, pour se terminer le 20 avril 2018.
C'est la chanteuse britannique Jessie J qui fut la première artiste internationale à participer à ce programme, dont elle fut déclarée gagnante.
| Nationalité | Artiste      | Occupation                                                                         | Arrivée              | Départ               | Statut    |
| ----------- | ------------ | ---------------------------------------------------------------------------------- | -------------------- | -------------------- | --------- |
| Royaume-Uni | Jessie J     | Chanteuse ayant été coach à The Voice UK et The Voice Australie                    | Semaine 1            | Semaine 14           | Vainqueur |
| Chine       | Hua Chenyu   | Chanteur ayant remporté Super Boy 2013                                             | Semaine 4            | Semaine 14           | Deuxième  |
| Chine       | Wang Feng    | Chanteur et rockeur ayant été coach a The Voice of China et conjoint de Zhang Ziyi | Semaine 1            | Semaine 14           | Troisième |
| Chine       | Tang Geer    | Chanteur                                                                           | Semaine 7            | Semaine 13           | Quatrième |
| Chine       | James Li     | Chanteur                                                                           | Semaine 3 Semaine 12 | Semaine 9 Semaine 13 | Cinquième |
| Taïwan      | Angela Chang | Chanteuse et actrice                                                               | Semaine 1            | Semaine 13           | Sixième   |
| Chine       | Henry Huo    | Chanteur, auteur-compositeur et acteur                                             | Semaine 8            | Semaine 13           | Septième  |
| Chine       | Yisa Yu      | Chanteuse                                                                          | Semaine 10           | Semaine 11           | Éliminée  |
| Philippines | KZ Tandingan | Chanteuse ayant remporté The X Factor Philippine 2012                              | Semaine 5            | Semaine 9            | Éliminée  |
| Chine       | Juno Su      | Chanteuse                                                                          | Semaine 2            | Semaine 6            | Éliminée  |
| Hong Kong   | Tien Chong   | Chanteuse                                                                          | Semaine 1            | Semaine 5            | Éliminée  |
| Taïwan      | Sam Lee      | Chanteur, auteur-compositeur et acteur                                             | Semaine 1            | Semaine 3            | Éliminé   |
| Chine       | Li Xiaodong  | Chanteur                                                                           | Semaine 1            | Semaine 2            | Éliminé   |
| Chine       | GAI          | Chanteur et rappeur                                                                | Semaine 1            | Semaine 2            | Abandon   |

## Discographie
Son premier album "KZ Tandingan" est sorti en été 2013. Il contient des chansons originales ainsi que des reprises.

## Album
| Numéro | Titre                                           | Compositeur                    |
| ------ | ----------------------------------------------- | ------------------------------ |
| 1      | Amour Amour Amour                               | KZ Tandingan                   |
| 2      | Umiibig                                         | Toto Sorioso                   |
| 3      | Dinating Din                                    | Jonathan Manalo                |
| 4      | Puro Laro                                       | Francis Salazar                |
| 5      | Bakit Lumuluha                                  | Jonathan Manalo, Paula Alcasid |
| 6      | Wag Ka Nang Umiyak (original de Sugarfree )"    | Ebe Dancel                     |
| 7      | Un-Love You                                     | Mark Mueller / Andrew Goldmark |
| 8      | Affreusement peur                               | Domingo Rosco Jr               |
| 9      | Killing Me Softly (original de Lori Lieberman ) | Charles Fox                    |

## DIVAS
Le 27 avril 2016, Tandingan a annoncé rejoindre  le groupe des chanteuses DIVAS aux côtés de Kyla (en), Yeng Constantino (en) et Angeline Quinto ( 
Rachelle Ann Go devait initialement faire partie du groupe, mais  en raison d'engagements internationaux elle déclina l'invitation). Le groupe a organisé son premier concert intitulé DIVAS en direct à Manille le 11 novembre 2016  dans l' "Intelligente Araneta Coliseum" . Le 15 décembre 2018, DIVAS a organisé son deuxième concert majeur au "Smart Araneta Coliseum" connu sous le nom "The Big Dome", avec le  groupe masculin de RnB contemporain  "Boyz II Men", l'affiche s'intitulait "Boyz II Men avec DIVAS".